# Raffaele Apicella
Pour les articles homonymes, voir Apicella.
Raffaele Apicella, né en 1852 à Cava de' Tirreni et mort dans la même ville en 1939, est un peintre italien du XXe siècle.

## Biographie
Raffaele Apicella est le fils de Raffaele Apicella et de Marianna Fusco. Il fréquente l'Académie des beaux-arts de Naples de 1872 à 1877, où il reçoit de nombreux prix, la plupart en peinture de paysage. Il participe à Naples à l'exposition nationale des beaux-arts italiens de 1877 et à l'exposition de la Société promotrice des beaux-arts de 1888. 
Il retourne à Cava à la fin du siècle et y est actif jusqu'au début du XXe siècle. Il travaille aussi à l'Abbaye territoriale de la Très-Sainte-Trinité de Cava. Pia Galise fréquentait son atelier de peinture.

## Œuvres
Il a été très productif, notamment dans la peinture de portraits, la plupart réalisés lors de son retour à Cava. On peut retrouver certaines de ses peintures aujourd'hui dans les collections de familles locales.
Dans l'église Santa Maria del Rovo se trouve une peinture représentant le Seigneur se révélant à saint Vincent et à sainte Rose, sur l'autel conçu en 1901 par Vincenzo De Pisapia.